# آدام اسکات (بازیگر)
آدام پاول اسکات (انگلیسی: Adam Paul Scott؛ زاده ۳ آوریل ۱۹۷۳) بازیگر آمریکایی است. او بیشتر به خاطر نقش‌آفرینی‌اش در سریال کمدی پارک‌ها و تفریحات (۲۰۱۰–۲۰۱۵) از شبکه ان‌بی‌سی شناخته می‌شود، که برای آن دو بار نامزد دریافت جایزه تلویزیونی منتخب منتقدان شد. او همچنین از سال ۲۰۲۲ در نقش مارک اسکات در سریال مهیج جداسازی از اپل تی‌وی پلاس بازی کرده که برای این نقش نامزد دریافت جوایز امی ساعات پربیننده و گلدن گلوب شد. در سال ۲۰۲۵، مجله تایم او را در فهرست ۱۰۰ نفر از تأثیرگذارترین افراد جهان قرار داد.
اسکات همچنین در فیلم‌های هوانورد (۲۰۰۴) و برادران ناتنی (۲۰۰۸)، مجموعهٔ درام دروغ‌های کوچک بزرگ (۲۰۱۷–۲۰۱۹) از شبکه اچ‌بی‌او و کمدی جای خوب  (۲۰۱۶–۲۰۱۸) از ان‌بی‌سی حضور داشته است.

## زندگی شخصی
اسکات در ۳ آوریل ۱۹۷۳ در سانتا کروز، کالیفرنیا به دنیا آمد. والدین او، آن اسکات چمبرز (۱۹۴۳–۲۰۲۰) و داگالد اسکات، هر دو معلم بودند. والدینش زمانی که او کودک بود، از یکدیگر جدا شدند. پدرش اصالتی اسکاتلندی دارد، در حالی که مادرش از تبار نصف ایتالیایی (سیسیلی) و نصف ایرلندی بود. اسکات دو خواهر و برادر بزرگتر به نام‌های شانون و دیوید دارد. او از دبیرستان هاربور فارغ‌التحصیل شد و در آکادمی هنرهای دراماتیک آمریکا در لس آنجلس، کالیفرنیا تحصیل کرد.
اسکات در سال ۲۰۰۵ با نائومی سبلان، تهیه‌کننده، ازدواج کرد. آن‌ها دو فرزند دارند.

## فیلم‌شناسی

### فیلم
| سال  | عنوان                                        | نقش                       | توضیحات                   |
| ---- | -------------------------------------------- | ------------------------- | ------------------------- |
| ۱۹۹۴ | Cityscrapes: Los Angeles                     | Joe                       |                           |
| ۱۹۹۶ | Hellraiser: Bloodline                        | Jacques                   |                           |
| ۱۹۹۶ | The Last Days of Frankie the Fly             | Race Track Valet          |                           |
| ۱۹۹۶ | پیشتازان فضا: اولین برخورد                   | Defiant Conn Officer      |                           |
| ۱۹۹۷ | Dinner and Driving                           | Larry                     |                           |
| ۱۹۹۸ | دختر                                         | Scott                     |                           |
| ۱۹۹۸ | شیطان کوچک‌تر                                 | Young George              |                           |
| ۱۹۹۸ | Hairshirt                                    | Fan At Bar                |                           |
| ۱۹۹۹ | Winding Roads                                | Brian Calhoun             |                           |
| ۲۰۰۱ | Date Squad                                   | Fred                      | فیلم کوتاه                |
| ۲۰۰۱ | Seven and a Match                            | Peter                     |                           |
| ۲۰۰۲ | Ronnie                                       | Ronnie Schwann            |                           |
| ۲۰۰۲ | جرایم سنگین                                  | Lieutenant Terrence Embry |                           |
| ۲۰۰۲ | Bleach                                       | Fulton                    | فیلم کوتاه                |
| ۲۰۰۳ | Something More                               | Saul                      | فیلم کوتاه                |
| ۲۰۰۳ | Two Days                                     | Stu                       |                           |
| ۲۰۰۴ | گشتاور                                       | FBI Agent Jay McPherson   |                           |
| ۲۰۰۴ | Off the Lip                                  | David                     |                           |
| ۲۰۰۴ | هوانورد                                      | Johnny Meyer              |                           |
| ۲۰۰۵ | ماتادور                                      | Phil Garrison             |                           |
| ۲۰۰۵ | مادرشوهر هیولا                               | Remy                      |                           |
| ۲۰۰۶ | محرمانه مدرسه هنر                            | Marvin Bushmiller         |                           |
| ۲۰۰۶ | اولین برف                                    | Tom Morelane              |                           |
| ۲۰۰۶ | Who Loves the Sun                            | Daniel Bloom              |                           |
| ۲۰۰۶ | بازگشت                                       | Kurt                      |                           |
| ۲۰۰۷ | باردار                                       | Nurse Samuel              |                           |
| ۲۰۰۸ | باک هاوارد بزرگ                              | Alan Berkman              |                           |
| ۲۰۰۸ | اوت                                          | Joshua Sterling           |                           |
| ۲۰۰۸ | Corporate Affairs                            | Jack Hightower            |                           |
| ۲۰۰۸ | برادران ناتنی                                | Derek Huff                |                           |
| ۲۰۰۸ | Lovely, Still                                | Mike Malone               |                           |
| ۲۰۰۹ | نوع شرور                                     | Caleb Sinclaire           |                           |
| ۲۰۰۹ | سمت مسافر                                    | Michael Brown             | همچنین مدیر اجرایی تولید  |
| ۲۰۱۰ | عملیات: پایان بازی                           | The Magician              |                           |
| ۲۰۱۰ | AIDS: We Did It!                             | Man                       | فیلم کوتاه                |
| ۲۰۱۰ | سال کبیسه                                    | Jeremy Sloane             |                           |
| ۲۰۱۰ | پیرانا سه‌بعدی                                | Novak Radzinsky           |                           |
| ۲۰۱۱ | Fight for Your Right Revisited               | Cab Driver                | فیلم کوتاه                |
| ۲۰۱۱ | The Terrys                                   | Narrator                  | فیلم کوتاه                |
| ۲۰۱۱ | برادر ابله ما                                | Jeremy Horne              |                           |
| ۲۰۱۱ | دوستان همراه کودکان                          | Jason Fryman              |                           |
| ۲۰۱۲ | زنان ازدواج‌نکرده                             | Clyde Goddard             |                           |
| ۲۰۱۲ | HJ Gloves                                    | Man #2                    | فیلم کوتاه                |
| ۲۰۱۲ | دویدن دختر را ببینید                         | Jason                     |                           |
| ۲۰۱۲ | سفر گناه                                     | Andrew Margolis Jr.       |                           |
| ۲۰۱۳ | ای.سی.او.دی                                  | Carter                    | همچنین مدیر اجرایی تولید  |
| ۲۰۱۳ | زندگی پنهان والتر میتی                       | Ted Hendricks             |                           |
| ۲۰۱۴ | آن‌ها باهم آمدند                              | Sound Engineer            | حضور افتخاری              |
| ۲۰۱۵ | The Overnight                                | Alex                      | همچنین مدیر اجرایی تولید  |
| ۲۰۱۵ | خوابیدن با دیگران                            | Dr. Matthew Sobvechik     |                           |
| ۲۰۱۵ | جکوزی ماشین زمان ۲                           | Adam Yates Jr.            |                           |
| ۲۰۱۵ | عشاء ربانی سیاه                              | Robert Fitzpatrick        |                           |
| ۲۰۱۵ | کرمپوس                                       | Tom Engel                 |                           |
| ۲۰۱۶ | دیگر مردم                                    | —                         | تهیه‌کننده                 |
| ۲۰۱۶ | برادر کور من                                 | Robbie                    |                           |
| ۲۰۱۷ | Fun Mom Dinner                               | Tom                       | همچنین مدیر اجرایی تولید  |
| ۲۰۱۷ | هنرمند فاجعه                                 | خودش                      | حضور افتخاری              |
| ۲۰۱۷ | منفورترین زن آمریکا                          | Jack Ferguson             |                           |
| ۲۰۱۷ | Flower                                       | Will Jordan               |                           |
| ۲۰۱۷ | Little Evil                                  | Gary Bloom                |                           |
| ۲۰۱۹ | بین دو سرخس: فیلم                            | خودش                      |                           |
| ۲۰۲۰ | Have a Good Trip: Adventures in Psychedelics | After School Special Host |                           |
| ۲۰۲۳ | First Time Female Director                   | Acting Coach              | حضور افتخاری بدون ذکر نام |
| ۲۰۲۴ | مادام وب                                     | عمو بن                    |                           |
| ۲۰۲۵ | میمون                                        | Capt. Petey Shelburn      | [ ۱۰ ]                    |
| TBA  | The Saviors                                  |                           | همچنین تهیه‌کننده          |
| TBA  | Hokum                                        |                           |                           |
| TBA  | The Whisper Man                              |                           |                           |

### تلویزیون
| سال             | عنوان                                              | نقش                           | توضیحات                                                |
| --------------- | -------------------------------------------------- | ----------------------------- | ------------------------------------------------------ |
| ۱۹۹۴            | Dead at 21                                         | Dan Bird                      | قسمت: "قسمت آزمایشی"                                   |
| ۱۹۹۴–۱۹۹۵       | Boy Meets World                                    | Band Member / Griffin Hawkins | ۴ قسمت                                                 |
| ۱۹۹۵            | بخش فوریت‌های پزشکی                                 | David Kerstetter              | قسمت: "Full Moon, Saturday Night"                      |
| ۱۹۹۵            | Murder One                                         | Sydney Schneider              | ۶ قسمت                                                 |
| ۱۹۹۶            | NYPD Blue                                          | Gordon Puterbaugh             | قسمت: "The Nutty Confessor"                            |
| ۱۹۹۶            | High Incident                                      | Walter Gonning Jr.            | قسمت: "Change Partners"                                |
| ۱۹۹۷            | Payback                                            | Adam Stanfill                 | Television film                                        |
| ۱۹۹۸–۱۹۹۹       | Party of Five                                      | Josh Macon                    | ۷ قسمت                                                 |
| ۱۹۹۹            | Wasteland                                          | Phillip, The Coffee Boy       | ۷ قسمت                                                 |
| ۱۹۹۹            | Sagamore                                           | Alex                          | Television film                                        |
| ۲۰۰۲            | Glory Days                                         | Howard Dichotsky              | قسمت: "Everybody Loves Rudy"                           |
| ۲۰۰۲            | شش فوت زیر زمین                                    | Ben Cooper                    | ۲ قسمت                                                 |
| ۲۰۰۴            | سی‌اس‌آی: میامی                                      | Danny Cato                    | قسمت: "Stalkerazzi"                                    |
| ۲۰۰۵            | ورونیکا مارس                                       | Chuck Rooks                   | قسمت: "Mars vs. Mars"                                  |
| ۲۰۰۵            | Kathy Griffin: My Life on the D-List               | خودش                          | قسمت: "Hot to Tot"                                     |
| ۲۰۰۶            | نظم و قانون                                        | Robbie Howell                 | قسمت: "America, Inc."                                  |
| ۲۰۰۷            | بگو که دوستم داری                                  | Palek                         | ۱۰ قسمت                                                |
| ۲۰۰۹            | Trust Me                                           | Josh Burkett                  | ۲ قسمت                                                 |
| ۲۰۰۹–۲۰۱۰       | Eastbound & Down                                   | Pat Anderson                  | ۲ قسمت                                                 |
| ۲۰۰۹–۲۰۱۰, ۲۰۲۳ | Party Down                                         | Henry Pollard                 | ۲۶ قسمت؛ همچنین مدیر اجرایی تولید                      |
| ۲۰۱۰            | The Sarah Silverman Program                        | Agent Schroeder               | قسمت: "Just Breve"                                     |
| ۲۰۱۰            | Childrens Hospital                                 | Lieutenant D'Ghor Koru        | قسمت: "Joke Overload"                                  |
| ۲۰۱۰            | Nick Swardson's Pretend Time                       | News Anchor                   | قسمت: "Mudslide Junction"                              |
| ۲۰۱۰            | The Wonderful Maladys                              | Alice's Ex-Boyfriend          | قسمت آزمایشی                                           |
| ۲۰۱۰            | بابای آمریکایی!                                    | Marshall                      | صداپیشه قسمت: "The People vs. Martin Sugar"            |
| ۲۰۱۰–۲۰۱۵, ۲۰۲۰ | پارک‌ها و تفریحات                                   | Ben Wyatt                     | ۹۸ قسمت کارگردان قسمت: "Farmers Market"                |
| ۲۰۱۱            | Funny or Die Presents                              | Narrator                      | قسمت #۲٫۱۰                                             |
| ۲۰۱۱            | NTSF:SD:SUV::                                      | Van Damm                      | قسمت: "The Risky Business of Being Alone in Your Home" |
| ۲۰۱۲–۲۰۱۳       | Burning Love                                       | Damien Assante                | ۶ قسمت                                                 |
| ۲۰۱۲–۲۰۱۴       | The Greatest Event in Television History           | خودش                          | ۴ قسمت؛ also creator, director and executive producer  |
| ۲۰۱۲–۲۰۱۶       | کمدی بنگ! بنگ!                                     | خودش / Plumber Pierre         | ۴ قسمت                                                 |
| ۲۰۱۳            | مرغ ربات                                           | Care Bear / Father            | صداپیشه قسمت: "Botched Jewel Heist"                    |
| ۲۰۱۳            | Maron                                              | خودش                          | قسمت: "Mexican Angel"                                  |
| ۲۰۱۳            | Drunk History                                      | جان ویلکس بوث                 | قسمت: "Washington D.C."                                |
| ۲۰۱۳            | Timms Valley                                       | US Marshal Lonny              | صداپیشه قسمت آزمایشی                                   |
| ۲۰۱۶            | Angie Tribeca                                      | Surgeon                       | قسمت: "The Wedding Planner Did It"                     |
| ۲۰۱۶            | جانوران                                            | Shane                         | صداپیشه قسمت: "Cats."                                  |
| ۲۰۱۶            | Bajillion Dollar Propertie$                        | Johnny Dunne                  | قسمت: "Meet Platinum"                                  |
| ۲۰۱۶            | The Adult Swim Golf Classic                        | Adam Scott                    | ویژه‌برنامه تلویزیونی                                   |
| ۲۰۱۶–۲۰۱۸       | جای خوب                                            | Trevor                        | ۵ قسمت                                                 |
| ۲۰۱۷            | Michael Bolton's Big, Sexy Valentine's Day Special | خودش                          | Variety special                                        |
| ۲۰۱۷, ۲۰۱۹      | دروغ‌های کوچک بزرگ                                  | Ed MacKenzie                  | ۱۴ قسمت                                                |
| ۲۰۱۷            | معاون رئیس‌جمهور                                    | Tonight Show Host             | قسمت: "A Woman First"                                  |
| ۲۰۱۷            | Wet Hot American Summer: Ten Years Later           | Ben                           | ۷ قسمت                                                 |
| ۲۰۱۷–۲۰۱۸       | Ghosted                                            | Max Jennifer                  | ۱۶ قسمت؛ همچنین مدیر اجرایی تولید                      |
| ۲۰۱۷            | Do You Want to See a Dead Body?                    | خودش                          | قسمت: "A Body and a Puddle"                            |
| ۲۰۱۸            | I Love You, America with Sarah Silverman           | جرج واشینگتن                  | قسمت: "Hall of Presidents"                             |
| ۲۰۱۹            | I'm Sorry                                          | Dr. Steve Goldberg            | قسمت: "These Are My Fingers"                           |
| ۲۰۱۹            | The Twilight Zone                                  | Justin Sanderson              | قسمت: "Nightmare at 30,000 Feet"                       |
| ۲۰۲۰            | زدی به هدف!                                        | خودش (guest judge)            | قسمت: "Howdy, Failure!"                                |
| ۲۰۲۰            | Celebrity Escape Room                              | خودش                          | ویژه‌برنامه تلویزیونی                                   |
| ۲۰۲۰            | Don't                                              | خودش (host)                   | ۸ قسمت؛ همچنین مدیر اجرایی تولید                       |
| ۲۰۲۱            | Duncanville                                        | Nick                          | صداپیشه قسمت: "Das Banana Boot"                        |
| ۲۰۲۱            | دهان گشاد                                          | Mr. Keating                   | صداپیشه قسمت: "Green-Eyed Monster"                     |
| ۲۰۲۲–اکنون      | جداسازی                                            | مارک اسکات                    | نقش اصلی؛ همچنین تهیه‌کننده/مدیر اجرایی تولید           |
| ۲۰۲۲–۲۰۲۴       | Loot                                               | John Novak                    | ۷ قسمت                                                 |
| ۲۰۲۲            | Inside Job                                         | Ron Staedtler                 | صداپیشه ۵ قسمت                                         |
| ۲۰۲۴            | دیوید چانگ                                         | خودش                          | قسمت: "United Plates of America"                       |
| ۲۰۲۵            | Bianca by Night                                    | خودش                          | قسمت: "On the Phone with Hollywood"                    |
| ۲۰۲۵            | استودیو                                            | خودش                          |                                                        |